# 豪森 (阿爾高州)

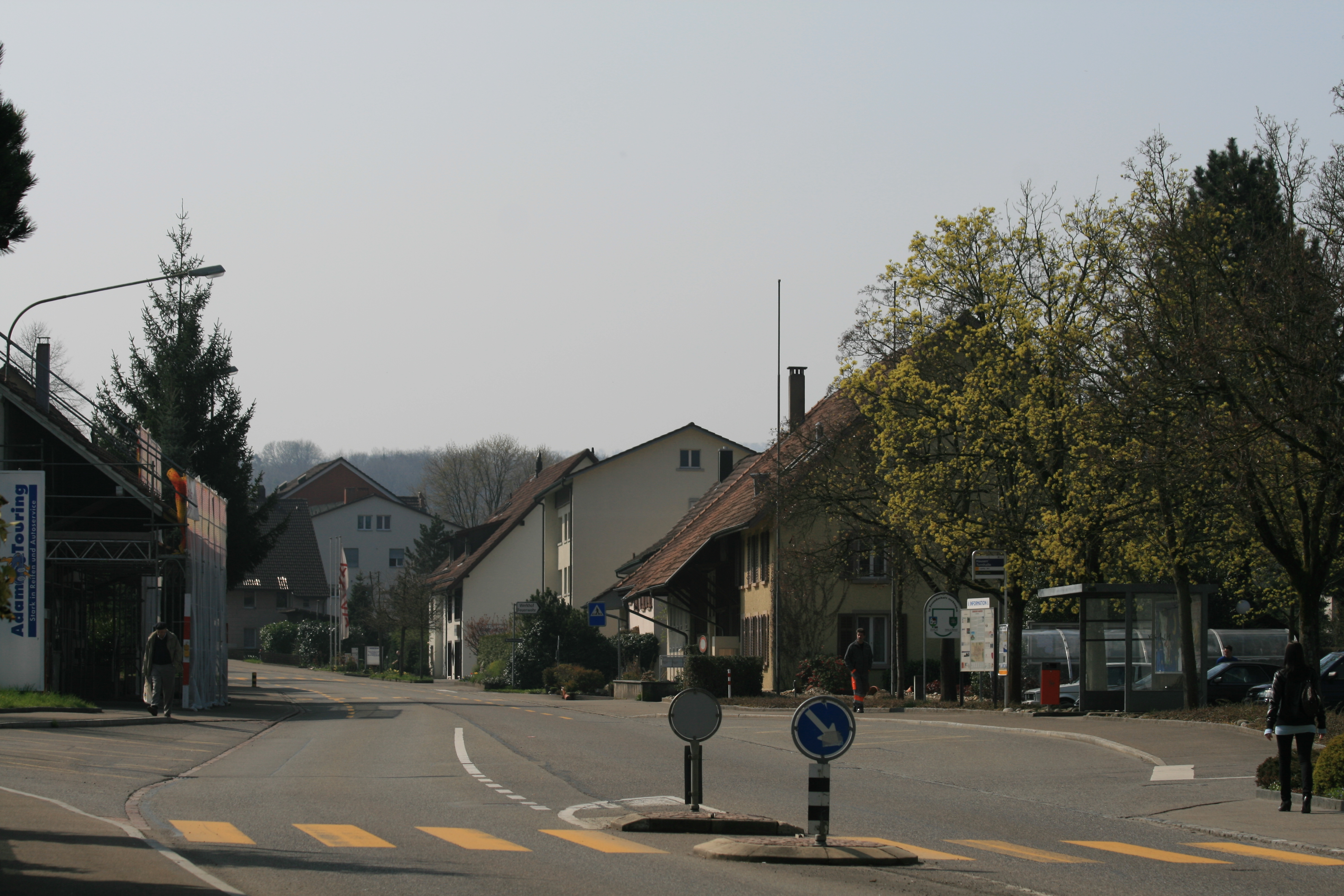

豪森是瑞士的城鎮，位於該國北部，由阿爾高州負責管轄，面積3.21平方公里，海拔高度380米，2012年人口3,042，四成人口信奉基督教，人口密度每平方公里948人。